# Termonastia

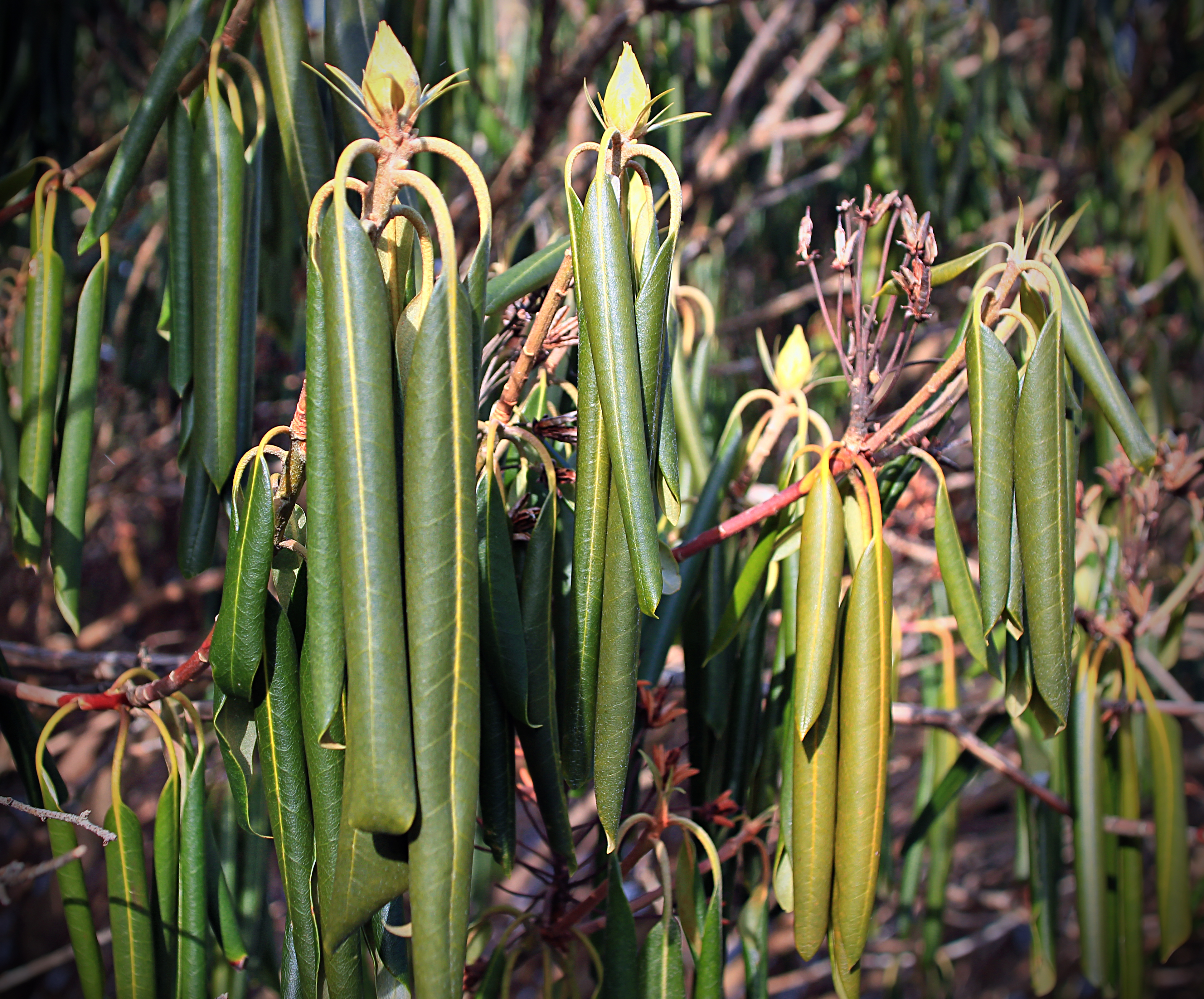
En respuesta a un descenso de la temperatura, este rododendro (una especie de “termómetro natural”) muestra movimientos termonásticos en sus hojas que se enrollan. Esta forma de combatir tal estrés abiótico evita que se rompan la integridad de los canales de membrana de la planta y la desestructuración de sus proteínas de membrana (fotosistema, cadena respiratoria y otros sistemas metabólicos)..

Termonastia es un término botánico que se refiere a los movimientos de alguna parte de ciertas plantas causados por cambios de temperatura. Corresponde a una respuesta no direccional por parte de la planta a un estímulo producido por un cambio en la temperatura ambiente.
Un ejemplo de tales movimientos es el cierre (ante un descenso de la temperatura) y apertura (ante un aumento de la temperatura) de los pétalos de un azafrán o tulipán debido a cambios en la temperatura ambiente. Este mecanismo es causado por un aumento más rápido en la superficie superior de los periantos que en la superficie inferior en un ambiente más cálido. Durante un movimiento termo elástico, los pétalos de tulipán (que reaccionan a un cambio de temperatura de al menos 1 °C) aumentan en aproximadamente un 7%, incluso pueden alcanzar el doble de su longitud después de que este movimiento suceda varias veces. Las flores de azafrán reaccionan a un cambio de 0.2 °C.
El tallo y los pecíolos de las hojas de algunas plantas también responden termostáticamente, por ejemplo, mimosa y rododendro. En estos casos, el mecanismo de movimiento puede basarse en cambios de turgencia.